# باول زايدل
باول زايدل هو رياضياتي سويسري، ولد في 1970 في ألمانيا.